# Người Mỹ gốc Áo
Người Mỹ gốc Áo (tiếng Anh: Austrian Americans, tiếng Đức: Österreichamerikaner, phát âm [ˈøːstɐʁaɪçʔameʁiˌkaːnɐ]) là người Mỹ gốc Áo, chủ yếu là người Công giáo và người Do Thái nói tiếng Đức. Theo Điều tra dân số Hoa Kỳ năm 2000, có 735.128 người Mỹ gốc Áo hoàn toàn hoặc một phần, chiếm 0,3% dân số. Các tiểu bang có người Mỹ gốc Áo lớn nhất là New York (93.083), California (84.959), Pennsylvania (58.002) (hầu hết trong số họ ở Lehigh Valley), Florida (54.214), New Jersey (45.154), và Ohio (27.017).
Đây có thể là một con số quá thấp vì nhiều người Mỹ gốc Đức, Séc, Ba Lan, Slovakia và Ukraina, và những người Mỹ khác có người Mỹ gốc Trung Âu tổ tiên có thể truy tìm nguồn gốc của họ từ lãnh thổ Habsburg của Áo, Đế quốc Áo hoặc Cisleithania của Đế quốc Áo-Hung, các khu vực là nguồn chính của người nhập cư đến Hoa Kỳ trước Chiến tranh thế giới thứ nhất và cư dân của họ thường hòa nhập vào các cộng đồng dân tộc và nhập cư lớn hơn trên khắp Hoa Kỳ.